# أنتوان بيورون
أنتوان بيورون (بالفرنسية: Antoine Buron)‏ (مواليد 12 أكتوبر 1983 في روان - فرنسا) لاعب كرة قدم فرنسي يلعب حاليا لصالح نادي الدرجة الأولى لوريان الفرنسي منذ 2008 في مركز الوسط المحوري .

## روابط خارجية
- أنتوان بيورون على موقع قاعدة بيانات كرة القدم.إي يو (الإنجليزية)